# Jan te Winkel

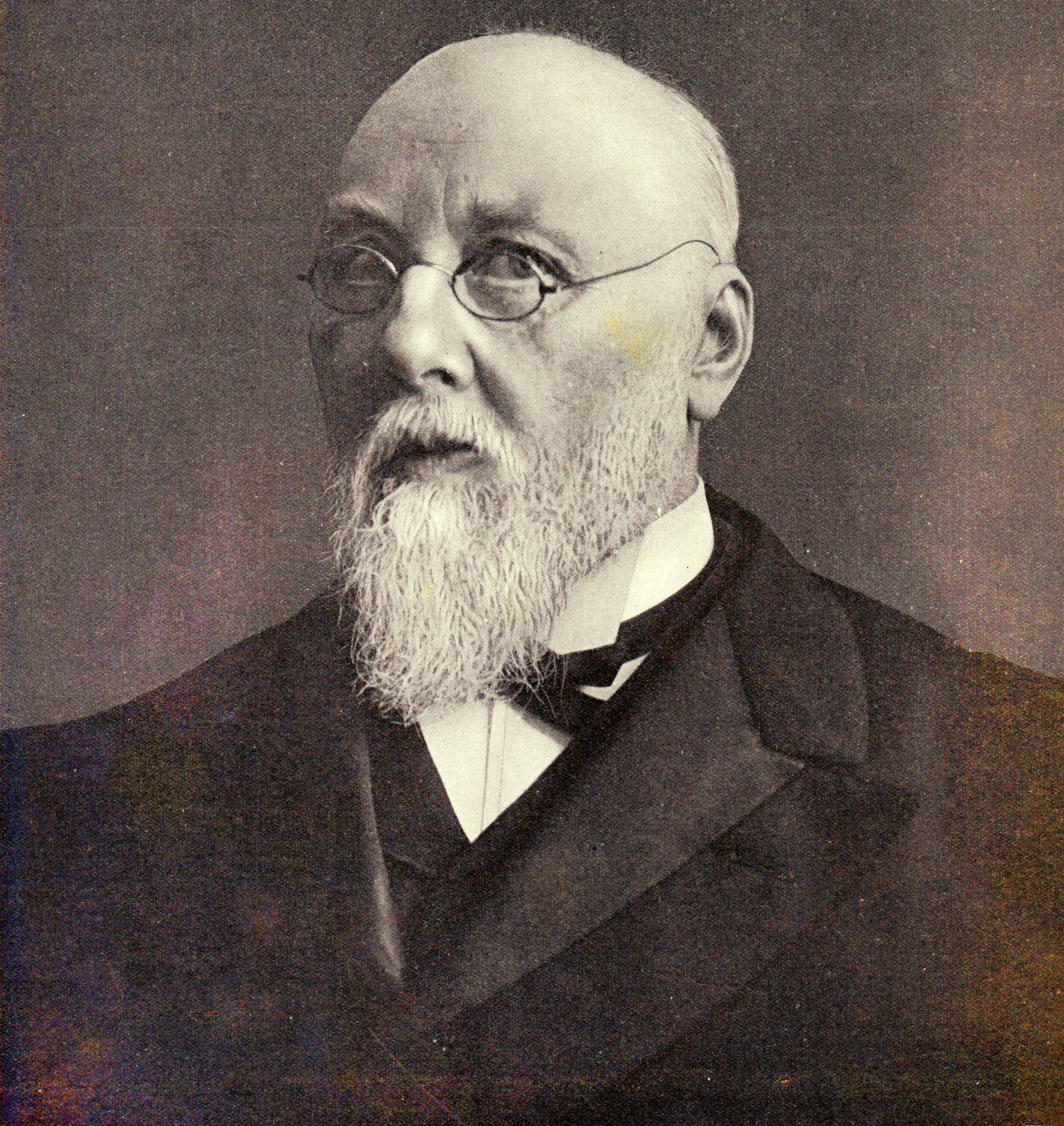
Jan te Winkel

Jan Te Winkel (Winkel, 1847 - Ámsterdam, 1927), lingüista, escritor e hispanista holandés.

## Biografía
Enseñó lengua y literatura neerlandesa en la Universidad de Ámsterdam (1892) y en 1893 inició un Atlas lingüístico de los dialectos neerlandeses.
Entre sus obras destacan Historia de la lengua y de la literatura neerlandesas y Ontwikkelingsgang der Nederlandsche Letterkunde, traducido como Desarrollo de la literatura neerlandesa (1908-1927) que llegaría a tener siete volúmenes y que presta atención especial a la influencia que ejerció la literatura española sobre la neerlandesa en el siglo XVII; editó además la Moria y una colección medieval de fábulas, el Isopet.